# Sinocrassula techinensis
Sinocrassula techinensis là một loài thực vật có hoa trong họ Crassulaceae. Loài này được (S.H. Fu) S.H. Fu miêu tả khoa học đầu tiên năm 1980.